# Sphodros niger
Espèce
Synonymes
- Atypus niger Hentz, 1842

Sphodros niger est une espèce d'araignées mygalomorphes de la famille des Atypidae.

## Distribution
Cette espèce se rencontre au Canada en Ontario et aux États-Unis au Connecticut, dans l'État de New York, au New Jersey, en Pennsylvanie, en Virginie, en Caroline du Nord, en Caroline du Sud, au Tennessee, en Ohio, en Michigan, en Indiana, au Wisconsin, en Illinois, en Missouri et au Kansas,.

## Description
Le mâle mesure 10,50 mm et la femelle 22,00 mm.

## Publication originale
- Hentz, 1842 : « Descriptions and figures of the araneides of the United States. » Boston Journal of Natural History, vol. 4, p. 54-57 & 223-231 (texte intégral).